# Perilampus nigriviridis
Perilampus nigriviridis är en stekelart som beskrevs av Girault 1912. Perilampus nigriviridis ingår i släktet Perilampus och familjen gropglanssteklar. Inga underarter finns listade i Catalogue of Life.